# (154) Bertha
Bertha és l'asteroide núm. 154 de la sèrie. Fou descobert el 4 de novembre del 1875 des de París pels germans Paul Henry i Prosper Henry però el descobriment s'assignà aquest cop a en Prosper (1849-1903), una curiosa pràctica de comunicar alternativament els descobriments que feien plegats. És un asteroide molt fosc i molt gran de la zona més externa del cinturó principal. El seu nom es deu a Berthe Martin-Flammarion, germana de l'astrònom Camille Flammarion (1842-1925).